# Andreas Crap
Crap (nacido el 28 de mayo de 1970, en Wolfsburgo, Alemania) es el cofundador, guitarrista y teclista de la banda alemana de Neue Deutsche Harte Oomph!.

## Historia
Crap creció en Wolfsburgo, Baja Sajonia, con su antiguo amigo Dero.
Conoce a Dero desde hace 25 años. Vivían en la misma casa de alquiler y jugaban juntos en la arena. Tuvo su primera guitarra a los 7 años y la edad de 10 u 11 empezaron a hacer música (por no decirle ruido) con cajas de cartón, tambores y una gran cantidad de instrumentos de autoevaluación realizados. 
Su primera banda se llamó "Phaze" (junto a Dero) y fue realmente mala, en ese momento tenía un sintetizador y ya había cumplido los 15 años. Pero aprovechó la oportunidad de ganar su primera experiencia. También estuvo en entrenamiento en el sector comercial de las fuerzas armadas federales. Estudió en una escuela de economía.
En 1987 conoció a Flux.

## Influencias
Entre sus bandas favoritas se encuentran: The Doors, AC/DC, Depeche Mode, Anne Clark, Kraftwerk, Les Rita Mitsouko, The Cure, Art of Noise, Sisters of Mercy, The Smiths, Iggy Pop, Einstürzende Neubauten, Extrabreit, David Bowie.

## Curiosidades
- Pasatiempos: Hacer deporte, montar motocicletas, los videojuegos, ir al cine y leer.